# 結城安次

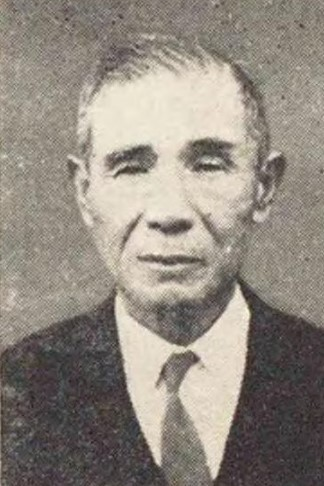
結城安次

結城 安次（ゆうき やすじ、1884年（明治17年）10月17日 - 1977年（昭和52年）3月4日）は、大正から昭和時代の政治家、実業家。貴族院多額納税者議員。参議院議員。

## 経歴
結城萬蔵の二男、結城堅の弟として茨城県取手町（現取手市）に生まれる。1911年（明治44年）東京帝国大学法科大学法律学科（独法）を卒業し、三井物産に入り、本店、上海、大阪各支店にて勤務する。1924年（大正13年）清浦内閣の時、逓信大臣秘書官に任ぜられた。実業界では早川電力、東京電力、大井川鐵道などの重役、自動車鋳物、大井川電力各社長、三河水力電気、伊豆水力電気、上毛電力、東京湾電気、寸又川水力電気各取締役などを歴任した。
1939年（昭和14年）茨城県多額納税者として貴族院議員に互選され、同年9月29日から1947年（昭和22年）5月2日の貴族院廃止まで在任する。戦後は1947年（昭和22年）4月の第1回参議院議員通常選挙に茨城地方区から出馬し当選。緑風会に所属し参議院議員を1期務めた。政界では、鉄道省、運輸通信省、議会制度審議会各委員、参議院通商産業委員長を歴任したほか、第9回国際連盟総会帝国使節団員としてジュネーブに派遣された。
1964年（昭和39年）秋の叙勲で勲二等瑞宝章を受章（勲四等からの昇叙）。
1977年（昭和52年）3月4日死去、92歳。死没日をもって従五位から正四位に叙される。
子の安蔵は茨城県教育委員や取手市議を歴任、現取手市議の繁は弟の孫。